# Милева Грбић
Милева Грбић (15. септембар 1902 — 31. октобар 2010) била је српска стогодишњакиња која је у време своје смрти била најстарија жива жена у Србији и друга најстарија особа у Србији одмах после годину и месец дана старијег Јове Латиновића.

## Биографија
Милев Грбић је рођена 15. септембра 1902. године на подручју данашње Хрватске (тада Аустроугарска). Родитељи су је удали када је имала само 15 година. О њеном животу се не зна много, али се зна да је у тренутку своје смрти била најстарија жива жена у Србији. Титулу најстарије живе жене у Србији Милева је наследила од Костадинке Момировић која је била две године старија од ње и која је преминула 8. јула 2009. године у доби од 109 година.
Милева Грбић је преминула 31. октобра 2010. године у сремском селу Хртковци, где је и сахрањена. У тренутку своје смрти имала је 108 година и 46 дана. Након њене смрти, најстарија жива жена у Србији постала је две године млађа Јелисавета Вељковић.